# Abraxas - Riti segreti dall'oltretomba
Abraxas - Riti segreti dall'oltretomba è un film del 2002 diretto da Roger A. Fratter.
Ambientato nella Toscana etrusca, il film direct-to-video rientra nel sottogenere dell'horror erotico.